# Реньо де Сен-Жан д’Анжели, Огюст Мишель Этьен
Огюст Мишель Этьенн Рейно де Сен-Жан д’Анжели (фр. Auguste Michel Etienne Regnaud de Saint-Jean d'Angély) (1794—1870) — французский военный и государственный деятель, граф (11 марта 1819), маршал Франции (5 июня 1859).

## Биография
Родился в Париже 30 июля 1794 года, образование получил в военной школе Сен-Жермен.
В 1812 году в рядах 8-го гусарского полка принял участие в походе в Россию. За отличие в кампании 1813 года в Германии Реньо 10 октября был произведён в лейтенанты и 4 декабря награждён орденом Почётного легиона; в битве народов у Лейпцига Реньо состоял в качестве адъютанта генерала Корбино; также он участвовал в сражениях при Люцене и Бауцене. В кампании 1814 года Реньо за отличие под Реймсом был произведён в капитаны.
Во время Ста дней он был командиром эскадрона в 1-м гусарском полку и в этом качестве принимал участие в сражении при Ватерлоо.
После изгнания Наполеона на остров Святой Елены, Реньо на некоторое время оставил военную службу и волонтёром отправился в  восставшую Грецию, где принял участие в борьбе против турецкого владычества и организации регулярной греческой кавалерии.
Вернувшись во Францию в 1828 году Реньо вновь поступил на военную службу волонтёром и находился в Морейской экспедиции генерала Н. Мезона.
В 1830 году Реньо производится в подполковники 1-го конно-егерского полка, а в 1832 году получает чин полковника в 1-м уланском полку. 4 мая 1831 года он становится кавалером офицерского креста ордена Почётного легиона. Некоторое время спустя Реньо производится 18 декабря 1841 в маршалы лагеря и 10 июля 1848 года — в дивизионные генералы. 19 декабря 1847 награждён командорским крестом ордена Почётного легиона.
Состоя депутатом законодательного собрания Реньо в 1848 году способствовал низвержению республики. 12 июля 1849 награждён крестом великого офицера ордена Почётного легиона. 
В 1849 году Реньо командует экспедиционным корпусом в Средиземном море, а с 9 января по 24 января 1851 года исполняет должность военного министра Франции.
Участвовал в Крымской войне. К июню 1855 года командир Резервного корпуса, заменив на посту генерала П. Боске. 28 декабря 1855 года удостоен большого креста ордена Почётного легиона.
В кампании 1859 года в Италии Реньо командует корпусом и за отличие в сражении при Мадженте получает чин маршала.
Реньо скончался в Каннах 1 февраля 1870 года.